# Michel Pêcheux
Michel Pêcheux (* 24. Juni 1938 als Michel Marie Jean Gaston Pêcheux in Tours; † 10. Dezember 1983 in Champigny-sur-Marne) war ein französischer Linguist und Philosoph. Er ist vor allem für seine theoretischen, experimentellen und praktischen Beiträge zur Diskursanalyse bekannt, die er in den späten 1960er Jahren verfasste. Sein Schaffen beeinflusste zeitgenössische Denker wie Slavoj Žižek und Eliseo Verón.

## Leben
Pêcheux studierte von 1959 bis 1963 Philosophie an der Pariser Elitehochschule École normale supérieure bei Louis Althusser. Im Jahr 1966 begann er seine Forschungslaufbahn in der Abteilung für Sozialpsychologie des Centre National de la Recherche Scientifique. Während seiner Studienzeit arbeitete Pêcheux für die Zeitschrift Cahiers pour l'Analyse, wo er in Artikeln seinen marxistischen Ansatz zur Diskursanalyse entwickelte. All seine Beiträge veröffentlichte er unter dem Pseudonym Thomas Herbert. Bis zu seinem Selbstmord im Dezember 1983 im Alter von 45 Jahren war Michel Pêcheux Professor für experimentelle Sozialpsychologie an der Sorbonne Paris-Nord sowie Forschungsdirektor am Centre National de la Recherche Scientifique.

## Forschung zur Diskursanalyse
Pêcheux begründete mit seiner Arbeit die französische Diskursanalyse, wobei von Louis Althusser, Ferdinand de Saussure und Jacques Lacan und ihren Konzepten des historischen Materialismus, der Linguistik und der Psychoanalyse beeinflusst wurde. In den 1960er und 1970er Jahren arbeitete Pêcheux mit einer Gruppe von Forschern an der Theorie der so genannten Materialität des Diskurses und knüpfte damit an die theoretischen Arbeiten von Althusser im Bereich der Linguistik an, stellte aber gleichzeitig den Vorschlag zur Diskursanalyse von Zellig S. Harris in Frage. In einem Versuch, sich von der Inhaltsanalyse zu lösen, entwickelte Pêcheux die Automatische Diskursanalyse. Dieses Instrument sollte eine strukturalistische Beschreibung eines Diskurses erstellen, indem es die Beziehungen zwischen der Auswahl und der Ersetzung von syntaktischen Elementen in einem Textkorpus untersucht, der diesen Diskurs repräsentiert, identifiziert und beschreibt. In seinem Vorschlag zur Diskursanalyse konzeptualisierte Pêcheux den Diskurs als „eine (zugleich historische und sprachliche) Materialität, die von der Ideologie geprägt ist“. Pêcheux vertrat die „These, dass man desto mehr unterworfen ist, je weniger man die Ursachen kennt“ und umso freier, je genauer man die institutionell manifestierten ideologischen Zwänge kennt, denen man unterworfen ist. Pêcheux warf Michel Foucault vor, „den politisch umkämpften Charakter von Diskursen nicht systematisch in den Blick zu bekommen.“ Seine Arbeiten fanden nach den 1980er Jahren auch außerhalb Frankreichs viel Beachtung und wurden zu einem einflussreichen Ansatz für die Sprachstudien in Brasilien, wo seine Schriften von der Linguistin Eni Orlandi ins Portugiesische übersetzt und seine Theorie konzeptionell fortgesetzt wurde.

## Schriften (Auswahl)

### Einzelne Veröffentlichungen
- Analyse automatique du discours. Paris 1969.
- mit Michel Fichant, Sur l'histoire des sciences, Paris 1969.
- Les vérités de la Palice. Paris 1975.
- mit Françoise Gadet: La langue introuvable. Paris 1981.
- Stephen Heath, Colin MacCabe (Hrsg.): Language, Semantics and Ideology. London 1982, ISBN 978-0-333-24564-4.

### Textsammlungen
- Denise Maldidier (Hrsg.): L'Inquiétude du discours. Paris 1990.

- Michel Pêcheux: Ideologie und Diskurs. Hrsg.: Ivo Eichhorn. Berlin 2019, ISBN 978-3-85476-684-1.